# 2292 Seili
2292 Seili је астероид главног астероидног појаса чија средња удаљеност од Сунца износи 2,619 астрономских јединица (АЈ).
Апсолутна магнитуда астероида је 11,7.